# Margarita Lizárraga
Margarita Lizárraga Saucedo (El Rosario, Sinaloa, 28 de febrero de 1939 - Ciudad de México, 1997) fue una doctora en Ciencias biológicas mexicana, destacada oficial superior de enlace de pesca, Jefa del Instituto Nacional de Investigación en Biología Pesquera, consultora y parte del personal diplomático de la delegación de México ante FAO. La Organización de las Naciones Unidas para la Agricultura y la Alimentación (FAO) concede una medalla con su nombre: medalla bienal "Margarita Lizárraga".

## Biografía

### Trayectoria profesional
Después de graduarse como bióloga en la Universidad Nacional Autónoma de México en 1961, la Dr. Lizárraga obtuvo una Maestría en Oceanografía Biológica en Marsella Francia, en 1966 y un Doctorado en Ciencias Biológicas Marinas por la UNAM en 1976.
Entre 1962 y 1979 en México, la Dr. Lizárraga fue progresivamente Jefe del Instituto Nacional de Investigaciones Biológicas Pesqueras, Jefe del Departamento de Moluscos, director general de Acuicultura del Departamento de Pesca y Asesor del Ministro responsable de la Secretaría de Pesca de México.
En el ámbito internacional, entre 1979 y 1982, la Dr. Lizárraga fue consultora del Centro de Inversiones de la FAO y del Departamento de Pesca. Participó en unas 25 misiones de campo en África, Oriente Medio, Asia y América Latina, para identificar, preparar y negociar proyectos de inversión en pesca de captura, acuicultura y agricultura. También participó en la planificación y ejecución de proyectos de desarrollo regional que beneficiaron a muchas comunidades. 
A su regreso a su país en 1991, la Dra. Lizárraga fue directora general del Instituto Nacional de Pesca, hasta 1993.

### Desempeño en FAO
De 1983 a 1990, la Dr. Lizárraga formó parte del personal diplomático de la Delegación Permanente de México ante los organismos de la ONU para la alimentación y la agricultura con sede en Roma, con el rango de Asesor de Pesca y la acreditación como Representante Permanente Alterno de México para FAO, FIDA, PMA y el Consejo Mundial de la Alimentación.
Trabajó con responsabilidad y eficacia, no solo en su país, México, a nivel regional, sino más importante aún, en nombre de todos los países. La Dr. Lizárraga se comprometió a mejorar las condiciones sociales de las pequeñas comunidades pesqueras en países en desarrollo y alentó la formación de cooperativas en varias comunidades. También participó en numerosos foros y reuniones de pesca a nivel subregional y regional en todo el mundo.

### Últimos años
Desde mayo de 1993 hasta septiembre de 1997, la Dr. Lizárraga se desempeñó en la FAO como Oficial Superior de Enlace de Pesca (Pesca Internacional). En esta capacidad, contribuyó significativamente a la concepción, preparación y promoción de la pesca responsable. De hecho, su carrera profesional, que se extendió por más de 30 años, culminó con la adopción de un instrumento pesquero internacional histórico, el Código de Conducta para la Pesca Responsable, mismo que concluyó con el apoyo de su Institución, el Instituto Nacional de Pesca, su equipo, y compañeros. 
Fue adoptado por la Conferencia de la FAO en su 28º período de sesiones en octubre de 1995.

## Homenajes
Como resolución 18/97 del 29º período de sesiones de la Conferencia de la FAO, se optó por conmemorar el legado de la fallecida Doctora, creando la medalla bienal Margarita Lizárraga, como premio que se concedería aquellos quienes trabajen meritoriamente en la aplicación del Código de Conducta para la Pesca Responsable.
En junio del 2022, en el Marco del 60 aniversario de la creación del Instituto Nacional de Pesca, Darío Chavez Herrera, titular del Centro Regional de Investigación Pesquera (CRIP) de Mazatlán, Sinaloa, develó una placa conmemorativa en honor de la póstuma Margarita Lizárraga. Con ella, a partir del 9 de junio del presente año, se da nombre a estas instalaciones como Centro Regional de Investigación Acuícola y Pesquera, unidad Mazatlán: Dra. Margarita Lizárraga Saucedo. De igual forma, en dicho evento, se develó una placa conmemorativa a su colega Anatolio Hernández Carballo que, de igual forma, será el nombre del auditorio de dicho centro.